# Isla de Gros Mécatina
La Isla de Gros Mécatina (en francés: Île du Gros Mécatina) se encuentra en Basse-Côte-Nord en la costa norte de Quebec, (Canadá). La isla de Petit Mécatina es dos veces y media más grande que la Isla Gross Mécatina. Los términos "grande" y "Pequeño" son los nombres de los antiguos puestos comerciales establecidos allí. La isla forma parte del municipio de Gros Mécatina.
El nombre de "Mécatina" viene de las montañas makatinau, que significa que "se trata de una gran montaña". Aunque la isla se llamó Gran Mecatina debido a que el nombre proviene de las colinas Mécatina, que ocupan el interior de la bahía de Mutton.